# Arisemus tetradactylus
Arisemus tetradactylus är en tvåvingeart som beskrevs av Lazar Botosaneanu och Vaillant 1970. Arisemus tetradactylus ingår i släktet Arisemus och familjen fjärilsmyggor. Inga underarter finns listade i Catalogue of Life.